# Guillaume-Marie-Romain Sourrieu

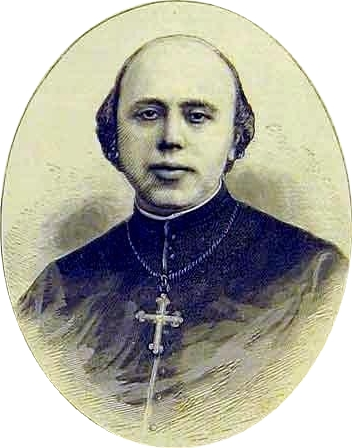
Guillaume-Marie-Romain Sourrieu

Guillaume-Marie-Romain Sourrieu (* 27. Februar 1825 in Aspet, Frankreich; † 16. Juni 1899 in Rouen) war Erzbischof von Rouen und Kardinal.

## Leben

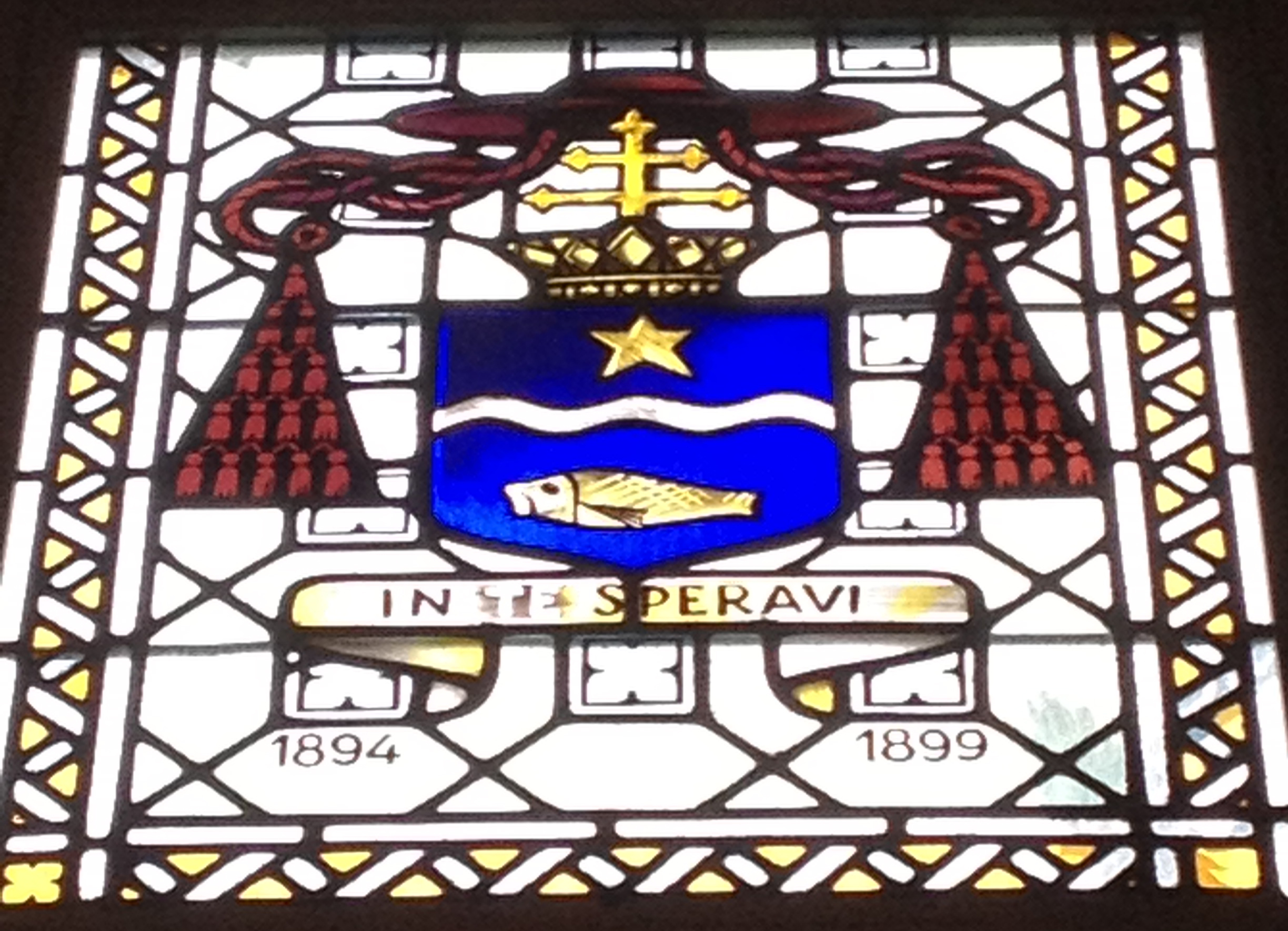
Kardinalswappen

Sourrieu studierte am Priesterseminar des Erzbistums Toulouse und empfing am 17. Oktober 1847 die Priesterweihe. Nachdem er zunächst in Toulouse tätig gewesen war, wurde er später Kaplan des Schreins von Rocamadour.
Papst Leo XIII. bestätigte am 25. September 1882 Sourrieus Wahl zum Bischof von Châlons. Die Bischofsweihe spendete ihm am 30. November desselben Jahres Pierre-Alfred Grimardias, Bischof von Cahors. Mitkonsekratoren waren Odon Thibaudier, Bischof von Soissons, und Pierre Henri Lamazou, Bischof von Limoges. Am 21. Mai 1894 wurde Sourrieu Erzbischof von Rouen.
Im Konsistorium vom 19. April 1897 nahm ihn Leo XIII. als Kardinalpriester von San Clemente ins Kardinalskollegium auf. Kardinal Sourrieu starb im Juni 1899 und wurde in der Kathedrale von Rouen beigesetzt.